# Montguyon
Montguyon település Franciaországban, Charente-Maritime megyében. Lakosainak száma 1636 fő (2022. január 1.). Montguyon Clérac, Le Fouilloux, Neuvicq, Saint-Martin-d’Ary és Saint-Pierre-du-Palais községekkel határos.

## Népesség
A település népességének változása:
| Lakosok száma | 1841 | 1662 | 1647 | 1455 | 1506 | 1593 | 1576 | 1565 | 1564 | 1636 |
|               | 1968 | 1982 | 1990 | 2006 | 2013 | 2015 | 2017 | 2019 | 2020 | 2022 |